# Associazione Calcio Brescia 1955-1956
Questa pagina raccoglie le informazioni riguardanti l'Associazione Calcio Brescia nelle competizioni ufficiali della stagione 1955-1956.

## Stagione
Nella stagione 1955-1956 il Brescia disputò il sedicesimo campionato di Serie B della sua storia, con 34 punti in classifica ha ottenuto la settima posizione, il torneo è stato vinto dall'Udinese con 49 punti davanti al Palermo che ha ottenuto 47 punti, entrambe sono state promosse in Serie A. Sono retrocessi in Serie C il Livorno e la Salernitana.
Partito per Taranto l'allenatore Mario Perazzolo , il presidente Carlo Beretta dà fiducia ad Osvaldo Fattori nella doppia veste di giocatore-allenatore. Il nuovo centravanti è Giancarlo Rebizzi che non andrà oltre le sette reti in stagione, ha lasciato Brescia il centromediano Giovanni Azzini, destinazione la Serie A e il Padova, passa invece al Como l'attaccante Ezio Bettini. Vengono lanciati in prima squadra due giovani di buone speranze Vincenzo Gasperi ed Eugenio Bersellini. Le rondinelle terminano il campionato cadetto al settimo posto, senza mai dare l'impressione di poter essere tra le protagoniste del torneo. Nell'ultima di campionato in casa con il Legnano esordiscono due gioiellini del vivaio bresciano che fremono in cerca di gloria e saranno protagonisti negli anni a venire, si tratta di Enrico Nova e Ulderico Sacchella.

## Divise
| 1ª divisa |

## Organigramma societario
Area direttiva
- Consiglio di reggenza: Carlo Antonini, Piercarlo Beretta, Franco Gnutti, Agostino Marzoli e Alfredo Rocchi

Area tecnica
- Allenatore: Osvaldo Fattori

## Rosa
| N. |                   | Ruolo | Calciatore           |
| -- | ----------------- | ----- | -------------------- |
|    | Italia (bandiera) | P     | Nicola Bondaschi     |
|    | Italia (bandiera) | P     | Giuseppe Riccardi    |
|    | Italia (bandiera) | P     | Aldo Romano          |
|    | Italia (bandiera) | D     | Luigi Gorlani        |
|    | Italia (bandiera) | D     | Piero Provezza       |
|    | Italia (bandiera) | D     | Gianfelice Schiavone |
|    | Italia (bandiera) | D     | Cesare Zamboni       |
|    | Italia (bandiera) | C     | Ferruccio Bertolini  |
|    | Italia (bandiera) | C     | Vincenzo Gasperi     |
|    | Italia (bandiera) | C     | Giovanni Mangini     |
|    | Italia (bandiera) | C     | Maino Neri           |

| N. |                   | Ruolo | Calciatore         |
| -- | ----------------- | ----- | ------------------ |
|    | Italia (bandiera) | C     | Franco Raimondi    |
|    | Italia (bandiera) | A     | Otello Badiali     |
|    | Italia (bandiera) | A     | Eugenio Bersellini |
|    | Italia (bandiera) | A     | Angelo Buratti     |
|    | Italia (bandiera) | A     | Armando Carta      |
|    | Italia (bandiera) | A     | Osvaldo Fattori    |
|    | Italia (bandiera) | A     | Amedeo Gasparini   |
|    | Italia (bandiera) | A     | Luigi Genero       |
|    | Italia (bandiera) | A     | Enrico Nova        |
|    | Italia (bandiera) | A     | Giancarlo Rebizzi  |
|    | Italia (bandiera) | A     | Ulderico Sacchella |
|    | Italia (bandiera) | A     | Giuseppe Merigo    |

## Risultati

### Serie B

#### Girone di andata
| Arbitro: | Fornari (Bologna) |

|                            |           |  |
| Temellin 76’ Mirabelli 82’ | Marcatori |  |

| Arbitro: | Grandville (Roma) |

|               |           |                                                |
| Gasparini 67’ | Marcatori | 16’ (aut.) Provezza 32’ Colomban 41’ Nicoletti |

| Arbitro: | Grillo (Afragola) |

|           |           |                     |
| Carta 55’ | Marcatori | 75’ (aut.) Provezza |

| Arbitro: | Marchese (Napoli) |

|  |           |               |
|  | Marcatori | 79’ Gasparini |

| Taranto 16 ottobre 1955 5ª giornata | Taranto            | 0 – 0 | Brescia | Stadio Corvisea\| Arbitro: \| Famulari (Messina) \| |
| Arbitro:                            | Famulari (Messina) |       |         |                                                     |

| Arbitro: | Lo Bello (Siracusa) |

|               |           |            |
| Gasparini 88’ | Marcatori | 53’ Secchi |

| Arbitro: | Grillo (Afragola) |

|                       |           |  |
| Bellini 6’ Grassi 46’ | Marcatori |  |

| Arbitro: | Canepa (Genova) |

|             |           |  |
| Rebizzi 55’ | Marcatori |  |

| Arbitro: | Marangio (Roma) |

|                           |           |  |
| Bertoli 65’ Mezzalira 77’ | Marcatori |  |

| Arbitro: | Alterio (Roma) |

|                            |           |  |
| Rebizzi 55’ Bersellini 78’ | Marcatori |  |

| Arbitro: | Bartolomei (Roma) |

|                         |           |             |
| Gasperi 56’ Mangini 90’ | Marcatori | 76’ Taccola |

| Arbitro: | Adami (Roma) |

|             |           |                                  |
| Lonardi 69’ | Marcatori | 19’ Carta 67’ Buratti 80’ Genero |

| Arbitro: | Marangio (Roma) |

|             |           |           |
| Buratti 71’ | Marcatori | 19’ Gaeta |

| Arbitro: | Adami (Roma) |

|               |           |  |
| Fioravanti 5’ | Marcatori |  |

| Arbitro: | Annoscia (Bari) |

|                            |           |                |
| Bersellini 31’ Buratti 87’ | Marcatori | 45’ Malighetti |

| Arbitro: | Canepa (Genova) |

|  |           |                         |
|  | Marcatori | 57’ Lojodice 77’ Milani |

| Legnano 29 gennaio 1956 17ª giornata | Legnano            | 0 – 0 | Brescia | Stadio di via Carlo Pisacane\| Arbitro: \| Famulari (Messina) \| |
| Arbitro:                             | Famulari (Messina) |       |         |                                                                  |

#### Girone di ritorno
| Arbitro: | Angelini (Firenze) |

|            |           |  |
| Genero 18’ | Marcatori |  |

| Arbitro: | Marangio (Roma) |

|                                |           |  |
| Geminiani 51’ (rig.) Rossi 86’ | Marcatori |  |

| Arbitro: | Caputo (Napoli) |

|              |           |                                   |
| Bassetti 49’ | Marcatori | 11’ (aut.) Malinverni 13’ Rebizzi |

| Arbitro: | Bartolomei (Roma) |

|           |           |            |
| Carta 46’ | Marcatori | 15’ Bretti |

| Arbitro: | Gambarotta (Genova) |

|                          |           |               |
| Genero 9’ Bersellini 47’ | Marcatori | 30’ Ferrarese |

| Arbitro: | Alterio (Roma) |

|                                             |           |  |
| Bredesen 23’ Azimonti 53’ (rig.) Secchi 56’ | Marcatori |  |

| Arbitro: | Liverani (Torino) |

|            |           |                     |
| Rebizzi 4’ | Marcatori | 42’ (aut.) Raimondi |

| Alessandria 1º aprile 1956 25ª giornata | Alessandria     | 0 – 0 | Brescia | Stadio Giuseppe Moccagatta\| Arbitro: \| Caputo (Napoli) \| |
| Arbitro:                                | Caputo (Napoli) |       |         |                                                             |

| Arbitro: | De Marchi (Pordenone) |

|                           |           |                                   |
| Gasparini 20’ Gasperi 64’ | Marcatori | 45’ (rig.) Regalia 55’ Ghersetich |

| Arbitro: | Smorto (Reggio Calabria) |

|                         |           |  |
| Bicicli 8’ Righetto 70’ | Marcatori |  |

| Arbitro: | Annoscia (Bari) |

|                                 |           |                              |
| Bernardis 21’ Bronzoni 26’, 33’ | Marcatori | 30’ Gasparini 57’ Bersellini |

| Arbitro: | Famulari (Messina) |

|                             |           |             |
| Gasparini 4’ Bersellini 78’ | Marcatori | 55’ Lonardi |

| Arbitro: | Adami (Roma) |

|          |           |             |
| Cabas 1’ | Marcatori | 60’ Badiali |

| Arbitro: | Rigato (Venezia) |

|                |           |              |
| Bersellini 56’ | Marcatori | 7’ De Grandi |

| Arbitro: | Ubezio (Novara) |

|                          |           |                                |
| Foglia 2’ Amicarelli 63’ | Marcatori | 24’ Rebizzi 77’ (aut.) Galetti |

| Arbitro: | Mori (Cremona) |

|                                  |           |             |
| Milani 70’, 80’, 81’ (rig.), 83’ | Marcatori | 19’ Rebizzi |

| Arbitro: | Bartolomei (Roma) |

|             |           |  |
| Rebizzi 12’ | Marcatori |  |

## Statistiche

### Statistiche di squadra
| Competizione | Punti | In casa | In casa | In casa | In casa | In casa | In casa | In trasferta | In trasferta | In trasferta | In trasferta | In trasferta | In trasferta | Totale | Totale | Totale | Totale | Totale | Totale | DR |
| Competizione | Punti | G       | V       | N       | P       | Gf      | Gs      | G            | V            | N            | P            | Gf           | Gs           | G      | V      | N      | P      | Gf     | Gs     | DR |
| ------------ | ----- | ------- | ------- | ------- | ------- | ------- | ------- | ------------ | ------------ | ------------ | ------------ | ------------ | ------------ | ------ | ------ | ------ | ------ | ------ | ------ | -- |
| Serie B      | 34    | 17      | 8       | 7       | 2       | 22      | 17      | 17           | 3            | 5            | 9            | 12           | 26           | 34     | 11     | 12     | 11     | 34     | 43     | -9 |

### Statistiche dei giocatori
| Giocatore     | Serie B | Serie B |
| Giocatore     | Pres    | Gol     |
| ------------- | ------- | ------- |
| O. Badiali    | 4       | 1       |
| E. Bersellini | 17      | 6       |
| F. Bertolini  | 1       | 0       |
| N. Bondaschi  | 1       | -1      |
| A. Buratti    | 17      | 3       |
| A. Carta      | 32      | 3       |
| O. Fattori    | 19      | 0       |
| A. Gasparini  | 29      | 6       |
| V. Gasperi    | 15      | 2       |
| L. Genero     | 20      | 3       |
| L. Gorlani    | 17      | 0       |
| G. Mangini    | 27      | 1       |
| M. Neri       | 30      | 0       |
| E. Nova       | 1       | 0       |
| P. Provezza   | 28      | 0       |
| F. Raimondi   | 32      | 0       |
| G. Rebizzi    | 23      | 7       |
| G. Riccardi   | 25      | -30     |
| A. Romano     | 8       | -12     |
| U. Sacchella  | 1       | 0       |
| G. Schiavone  | 2       | 0       |
| C. Zamboni    | 25      | 0       |